# Vaudry
Vaudry település Franciaországban, Calvados megyében. Lakosainak száma 1465 fő (2018. január 1.). Vaudry Burcy, Roullours, Viessoix, Vire és Vire-Normandie községekkel határos.

## Népesség
A település népessége az elmúlt években az alábbi módon változott:
| Lakosok száma | 1462 | 1291 | 1391 | 1445 | 1449 | 1507 | 1504 | 1486 | 1426 | 1465 |
|               | 1962 | 1968 | 1982 | 1990 | 1999 | 2008 | 2011 | 2013 | 2017 | 2018 |